# Andrea Camilleri
Andrea Camilleri (Porto Empedocle, Sicilia, 6 de septiembre de 1925-Roma, Lacio, 17 de julio de 2019) fue un guionista, director de cine y novelista italiano.

## Biografía
Entre 1939 y 1943, después de una breve experiencia en el Colegio Episcopal Pio X del que fue expulsado por arrojar un huevo a un crucifijo, estudió en el Liceo Clásico Empedocle de Agrigento. No tenía nada en contra de la religión ni del crucifijo. Fue un gesto de rebelión contra las leyes rigurosas del Colegio.
Aunque en 1944 se inscribió en la facultad de Letras, no continuó los estudios, pero comenzó a publicar cuentos y poesías. En esa época se inscribió en el Partido Comunista Italiano.
Entre 1948 y 1950 estudió Dirección en la Academia de Arte Dramático Silvio d'Amico y comenzó a trabajar como director y libretista. En estos años, y hasta 1945, publicó cuentos y poesías, ganando el Premio St. Vincent.
En 1954 participó con éxito en un concurso para ser funcionario en la RAI, aunque no fue seleccionado por ser comunista declarado. Sin embargo, algunos años más tarde entraría en la RAI.
Se casó con Rosetta Dello Siesto en 1957 con la que tuvo a sus hijas Mariolina, Andreína y Elisabetta.
En 1958 empezó a enseñar en el Centro Experimental de Cinematografía de Roma. A lo largo de cuarenta años ejerció como guionista, director de teatro y de series para la televisión. Camilleri se inició con una serie de montajes de obras de Luigi Pirandello, Eugène Ionesco, T. S. Eliot y Samuel Beckett para el teatro; y como productor y coguionista de la serie del inspector Maigret de Simenon y las aventuras del teniente Sheridan, para la televisión italiana que se hicieron muy populares en Italia.
En 1978, debutó en la narrativa con El curso de las cosas, escrito diez años antes y publicado por un editor pagado: el libro terminó siendo un fracaso.
En 1980 publicó en Garzanti Un hilo de humo, primer libro de una serie de novelas ambientadas en la ciudad imaginaria siciliana de Vigàta, entre fines del siglo XIX e inicios del siglo XX.
En 1992 retomó la escritura tras doce años de pausa y publicó La temporada de caza en Sellerio Editore. En este periodo Camilleri se transformó en un autor de gran éxito y sus libros, con sucesivas reediciones, vendieron un promedio de sesenta mil copias por título.
En 1994 se publicó La forma del agua, primera novela de la serie protagonizada por el Comisario Montalbano (nombre elegido como homenaje al escritor español Manuel Vázquez Montalbán). Gracias a esta serie de novelas policíacas, el autor se convirtió en uno de los escritores de mayor éxito de su país. El personaje se convirtió en un héroe nacional en Italia y protagonizó una serie de televisión supervisada por su creador.
En 2017 se le dedicó el asteroide denominado (204816) Andreacamilleri.
En los últimos años de su vida, Camilleri, debido a una enfermedad degenerativa, estaba prácticamente ciego. A pesar de ello, pudo seguir escribiendo con la ayuda de Valentina Alferj, quien lo asistió durante diecisiete años.
Andrea Camilleri murió el 17 de julio de 2019, en el hospital romano del Santo Spirito, a los 93 años. Un mes antes, había ingresado en condiciones críticas por problemas cardiorrespiratorios.

## Obra traducida
- El curso de las cosas (Il corso delle cose, 1978)
- Un hilo de humo (Un filo di fumo, 1980)
- La masacre olvidada (La strage dimenticata, 1984)
- La temporada de caza (La stagione della caccia, 1992)
- El precio del honor (La bolla di componenda, 1993)
- La ópera de Vigàta (Il birraio di Preston, 1995)
- La concesión del teléfono (La concessione del telefono, 1998)
- El movimiento del caballo (La mossa del cavallo, 1999)
- La desaparición de Patò (La scomparsa di Patò, 2000)
- Biografía del hijo cambiado (Biografia del figlio cambiato, 2000)
- El rey campesino (Il re di Girgenti, 2001)
- Gotas de Sicilia (Gocce di Sicilia, 2001)
- Los casos del comisario Collura (Le inchieste del commissario Collura, 2002)
- La captura de Macalé (La presa di Macallè, 2003)
- Privado de título (Privo di titolo, 2005)
- La pensión Eva (La pensione Eva, 2006)
- El beso de la sirena (Maruzza Musumeci, 2007)
- Las ovejas y el pastor (Le pecore e il pastore, 2007)
- El color del sol (Il colore del sole, 2007)
- Vosotros no sabéis (Voi non sapete-Gli amici-i nemici-la mafia-il mondo nei pizzini di Bernardo Provenzano, 2007)
- El guardabarrera (Il casellante, 2008)
- El traje gris (Il tailleur grigio, 2008)
- La joven del cascabel (Il sonaglio, 2009)
- El cielo robado (Il cielo rubato-Dossier Renoir, 2009)
- La muerte de Amalia Sacerdote (La rizzagliata, 2009)
- Un sábado con los amigos (Un sabato-con gli amici, 2009)
- El sobrino del emperador (Il nipote del Negus, 2010)
- La moneda de Akragas (La moneta di Akragas, 2010)
- La intermitencia (L'intermittenza, 2010)
- La secta de los ángeles (La setta degli angeli, 2011)
- La revolución de la luna (La rivoluzione della luna, 2013)
- La banda de los Sacco (La banda Sacco, 2013)
- El caso Santamaria (La relazione, 2014)
- Mujeres (Donne, 2014)
- El homenaje (La targa, 2015)
- No me toques (Noli me tangere, 2016)
- Ejercicios de memoria (Esercizi di memoria, 2017)
- La liebre que se burló de nosotros (I tacchini non ringraziano, 2018)
- Háblame de ti. Carta a Matilda (Ora dimmi di te-Lettera a Matilda, 2018)
- Conversación sobre Tiresias (Conversazioni su Tiresia, 2019)
- Autodefensa de Caín (Autodifesa di Caino, 2019)
- Km 123 (Km 123, 2019)

### Serie de Montalbano
1. La forma del agua (La forma dell'acqua, 1994)
2. El perro de terracota (Il cane di terracotta, 1996)
3. El ladrón de meriendas (Il ladro di merendine, 1996)
4. La voz del violín (La voce del violino, 1997)
5. Un mes con Montalbano (Un mese con Montalbano, 1998)
6. La Nochevieja de Montalbano (Gli arancini di Montalbano, 1999)
7. La excursión a Tindari (La gita a Tindari, 2000)
8. El olor de la noche (L'odore della notte, 2001)
9. El miedo de Montalbano (La paura di Montalbano, 2002)
10. Un giro decisivo (Il giro di boa, 2003)
11. El primer caso de Montalbano (La prima indagine di Montalbano, 2004)
12. La paciencia de la araña (La pazienza del ragno, 2004)
13. La luna de papel (La luna di carta, 2005)
14. Ardores de Agosto (La vampa d'agosto, 2006)
15. Las alas de la Esfinge (Le ali della sfinge, 2006)
16. La pista de arena (La pista di sabbia, 2007)
17. El campo del alfarero (Il campo del vasaio, 2008)
18. La edad de la duda (L'età del dubbio, 2008)
19. La danza de la gaviota (La danza del gabbiano, 2009)
20. La búsqueda del tesoro (La caccia al tesoro, 2010)
21. La sonrisa de Angélica (Il sorriso di Angelica, 2010)
22. Juego de espejos (Il gioco degli specchi, 2010)
23. Un filo de luz (Una lama di luce, 2012)
24. Una voz en la noche (Una voce di notte, 2012)
25. Muerte en mar abierto y otros casos del joven Montalbano (Morte in mare aperto e altre indagini del giovane Montalbano, 2014)
26. Un nido de víboras (Un covo di vipere, 2013)
27. La pirámide de fango (La piramide di fango, 2014)
28. El carrusel de las confusiones (La giostra degli scambi, 2015)
29. Tirar del hilo (L'altro capo del filo, 2016)
30. La red de protección (La rete di protezione, 2017)
31. El método Catalanotti (Il metodo Catalanotti, 2018)
32. El cocinero del Alcyon (Il cuoco dell'Alcyon, 2019)
33. Riccardino (Riccardino, 2020)
34. La conciencia de Montalbano (La coscienza di Montalbano, 2022)

## Premios
- Premio St. Vincent por sus cuentos y poesías (1949)
- II Premio RBA de Novela Policiaca por La muerte de Amalia Sacerdote (La rizzagliata, 2008)